# Éric Bruneau
Éric Bruneau, né le 21 avril 1983 à Saint-Jean-sur-Richelieu (Québec), est un acteur québécois.

## Biographie
Entre 2000 et 2001, il suit une formation en interprétation théâtrale au Cégep de Saint-Hyacinthe. Il poursuit ensuite ses études à l'École nationale de théâtre du Canada entre 2002 et 2006. Au cours de sa troisième année d'études, il participe à un spectacle itinérant de théâtre pour enfants où le réalisateur André Forcier qui accompagnait alors son fils, l'a remarqué. Quelques mois plus tard, à la suite d'une audition, André Forcier lui propose le rôle principal masculin d’Albert dans le film Les États-Unis d'Albert. Il suit ensuite deux formations continues au Conservatoire d'art dramatique de Montréal, en doublage et en voix-micro.

### Vie privée
En 2014, il officialise sa relation avec l'humoriste et chroniqueuse québécoise Kim Lévesque-Lizotte. Après une brève rupture en septembre 2015, le couple se reforme en mars 2016. Le 14 février 2018, Kim annonce être enceinte de leur premier enfant par le biais d'un cliché posté sur le réseau social Instagram. Leur fille Marguerite nait le 8 juin 2018. Éric Bruneau et Marguerite ont d’ailleurs monté sur scène lors de En direct de l’univers, où Kim Lévesque Lizotte a été invité, afin d’interpréter un message émouvant que la mère avait elle-même écrit à leur fille.

## Carrière
On a pu le voir à la télévision dans les séries Annie et ses hommes et Toute la vérité. Au théâtre, il a été de la distribution de prestigieuses pièces, notamment Equus, Élisabeth, roi d'Angleterre et Un simple soldat. En 2004, il campe le personnage principal dans le long métrage Les États-Unis d'Albert, comédie fantaisiste réalisée par André Forcier. En 2006, il est de la distribution de Ma fille, mon ange, d'Alexis Durand-Brault. Il tient également le rôle de Mathieu dans le troisième long-métrage de Xavier Dolan, Laurence Anyways, sélectionné au festival de Cannes 2012.
Éric joue dans la série policière Mensonges, durant ses quatre saisons. 2014-2018.
En 2018, il joue son premier rôle d'importance dans une production anglophone, lorsqu'il obtient le rôle de Liam Bouchard dans la série canadienne Coroner.

## Filmographie

### Séries télévisées
- 2006 : Bon Voyage : Nicolas
- 2007-2008 : Annie et ses hommes : Samuel
- 2008 : Roxy : Nicolas
- 2008 : Aveux : Jeune de la rue
- 2010 : Musée Éden : Étienne Monestier
- 2011 : 30 vies : le père Jean-Louis Desrochers
- 2009-2014 : Toute la vérité : Sylvain Régimbald
- 2012 : Tu m'aimes-tu : Thomas Landreville
- 2012 : Adam et Ève : Mario
- 2013-2018 : Mensonges : Maxime Moreli
- 2016 : Blue Moon : Milan Garnier
- 2017 : Trop. : Marc-Antoine
- 2018 : Le Jeu : Julien
- 2019 :  Madame Lebrun : Richard Boivert alias Rich Greenwood
- 2019-2021 : Coroner :  Liam Bouchard
- 2020 : Faits divers : Dany Lafleur
- 2022 : Aller simple : Éric Dubois
- 2022-2023 : Avant le crash : Marc-André Lévesque
- 2022 : La Nuit où Laurier Gaudreault s'est réveillé : Denis
- 2023 : Virage (saison 2 : Double Faute) : Charles Rivard

### Cinéma
- 2004 : Thomas et Julia : Thomas
- 2004 : Les États-Unis d'Albert : Albert
- 2006 : Ma fille, mon ange : Amant
- 2006 : Et il y avait la poésie : jeune amant
- 2008 : Les Pieds dans le vide : Rafael
- 2009 : Les Amours imaginaires : Julien
- 2010 : Gerry : Pierre Harel
- 2011 : Coteau rouge d'André Forcier : Janvier Blanchard, l'homme qui recueille le bébé
- 2011 : Laurence Anyways : Mathieu
- 2013 : Stay de Wiebke von Carolsfeld (en) : Luc
- 2014 : Le Règne de la beauté : Luc
- 2014 : Gurov et Anna de Rafaël Ouellet
- 2021 : Crisis de Nicholas Jarecki :  Guy Parent
- 2023 : Crépuscule pour un tueur de Raymond St-Jean : Donald Lavoie[7]
- 2024 : Ababouiné d'André Forcier : vicaire Cotnoir[8]
- 2025 : Fanny : Hubert Cloutier

## Doublage
La liste indique les titres québécois

### Cinéma

#### Longs métrages
- Jamie Dornan dans :
  - Cinquante Nuances de Grey (2015) : Christian Grey
  - Opération Anthropoid (2016) : Jan Kubiš
  - Cinquante Nuances plus sombres (2017) : Christian Grey
  - Cinquante Nuances plus claires (2018) : Christian Grey
  - Robin des Bois (2018) : Will Scarlet
  - Amours irlandaises (2020) : Anthony Reilly
  - Belfast (2021) : Pa

- Jay Hernandez dans :
  - Noël en famille (2008) : Ozzy
  - Mères indignes (2016) : Jessie Harkness
  - Les mères indignes se tapent Noël (2017) : Jessie Harkness

- Josh Stewart dans :
  - Le collectionneur sadique (2009) : Arkin
  - Transcendance (2014) : Paul
  - Insidieux : La Dernière Clé (2018) : Gerald Rainier

- Chaske Spencer dans :
  - La Saga Twilight : Hésitation (2010) : Sam Uley
  - La Saga Twilight : Révélation, partie 1 (2011) : Sam Uley
  - La Saga Twilight : Révélation, partie 2 (2012) : Sam Uley

- Austin Stowell dans :
  - Histoire de dauphin (2011) : Kyle Connellan
  - Histoire de dauphin 2 (2014) : Kyle Connellan
  - L'Île Fantastique (2020) : Patrick Sullivan

- Michael B. Jordan dans :
  - Chronique (2012) : Steve Montgomery
  - Célibataires... ou presque (2014) : Mikey
  - Les Quatre Fantastiques (2015) : Johnny Storm / La Torche humaine

- Mark Duplass dans :
  - Greenberg (2010) : Eric Beller
  - Charmant compagnon (2012) : Bryan Alexander

- Jacob Blair dans :
  - Brisé (2011) : le Ranger
  - Monde infernal : L'éveil (2012) : l'officier Kolb

- Chace Crawford dans :
  - Comment prévoir l'imprévisible (2012) : Marco
  - Succession (2020) : William Monroe

- 2006 : The Tripper : Muff (David Arquette)
- 2006 : La Justice du Ring : Earl (Cory Bowles)
- 2008 : Rock et escrocs : Mickey (Chris « Ludacris » Bridges)
- 2008 : Recherché : Barry (Chris Pratt)
- 2008 : High School Musical 3 : La Dernière Année : Chad Danforth (Corbin Bleu)
- 2009 : La fièvre des planches : Victor Taveras (Walter Perez)
- 2009 : La Véritbable Precious Jones : John McFadden (Lenny Kravitz)
- 2009 : Opération G-Force : Terrell (Justin Mentell)
- 2009 : The Devil's Tomb : Nickels (Zack Ward)
- 2010 : C'était à Rome : Gale (Dax Shepard)
- 2010 : Prince of Persia : Les Sables du Temps : Prince Dastan (Jake Gyllenhaal)
- 2010 : My Name Is Khan : Zakir Khan (Jimmy Shergill)
- 2010 : Scott Pilgrim contre le monde : Lucas Lee (Chris Evans)
- 2010 : Une famille unique : Clay (Eddie Hassell)
- 2010 : Cher John : Noodles (D.J. Cotrona)
- 2010 : Charlie St. Cloud : Connors (Matt Ward)
- 2010 : Miroirs 2 : Ryan Parker (Jon Michael Davis)
- 2010 : Stone : Jack jeune (Enver Gjokaj)
- 2011 : Johnny English renaît : Simon Ambrose / 001 (Dominic West)
- 2011 : Numéro Quatre : Mark James (Jake Abel)
- 2011 : En temps : Kolber (Brendan Miller)
- 2011 : Les Chiens de paille : David Sumner (James Marsden)
- 2011 : The Raid: Redemption : Rama (Iko Uwais)
- 2012 : Total Recall : Mémoires programmées : McClane (John Cho)
- 2012 : Journal de Tchernobyl : Michael (Nathan Phillips)
- 2014 : Entre les tombes : Peter Kristo (Boyd Holbrook)
- 2015 : L'Ascension de Jupiter : Balem Abrasax (Eddie Redmayne)
- 2015 : Le Monde de demain : Hugo Gernsback (Keegan-Michael Key)
- 2016 : Méchant Père Noël 2 : Regent Hastings (Ryan Hansen)
- 2016 : Hacksaw Ridge : Milt « Hollywood » Zane (Luke Pegler)
- 2017 : Megan Leavey : Caporal Matt Morales (Ramón Rodríguez)
- 2017 : Goon : Le Dernier des durs à cuire : Chad Bailey (T. J. Miller)
- 2018 : Le Prédateur : Nettles (Augusto Aguilera)
- 2018 : La Religieuse : Maurice « Frenchie » Theriault (Jonas Bloquet)
- 2018 : Halloween : Aaron Korey (Jefferson Hall)
- 2018 : Crazy Rich à Singapour : Michael Teo (Pierre Png)
- 2020 : French Exit : Tom (Daniel DiTomasso)
- 2021 : Dune : Première partie : docteur Wellington Yueh (Chang Chen)
- 2021 : Black Widow : Rick Mason (O. T. Fagbenle)
- 2021 : Cruella : Roger Dearly (Kayvan Novak)

#### Films d'animation
- 2009 : Il pleut des hamburgers : Flint Lockwood
- 2013 : Il pleut des hamburgers 2 : Flint Lockwood
- 2016 : Comme des bêtes : Buddy
- 2019 : Comme des bêtes 2 : Buddy
- 2020 : Les Trolls 2 : Tournée mondiale : Chaz

### Télévision

#### Téléfilms
- 2013 : La Vie de Jack Layton : Brad Lavigne (Zachary Bennett)
- 2017 : Ce soir on fête ! : Brandon (Jacob Blair)

#### Séries télévisées
- 2014-2015 : Hemlock Grove : Andreas Vasilescu (Luke Camilleri)
- 2015-2017 : Vikings : Kalf (Ben Robson)

#### Séries télévisées d'animation
- 2007-2008 : Bakugan Battle Brawlers : Mascarade
- 2010-2013 : Beyblade: Metal : Tsubasa

## Théâtre
- 2006 : La Dame aux camélias
- 2006 : Tout est encore possible
- 2008 : Élisabeth, roi d'Angleterre de Thimothy Findley : Matthew Welles
- 2007-2008 : Equus de Peter Shaffer : Alan Strang
- 2007-2008 : Un simple soldat de Marcel Dubé : Ronald
- 2010 : L'Avare de Molière : Valère
- 2011 : Blanche-Neige et la Belle au bois dormant : le prince charmant
- 2011 : Tom à la ferme de Michel Marc Bouchard : Francis
- 2012 : Christine, la reine garçon de Michel Marc Bouchard : comte Johan Oxenstierna
- 2014: Les Liaisons dangereuses de Christopher Hampton: vicomte de Valmont
- 2015: Les Trois mousquetaires de Serge Denoncourt: Athos
- 2015: La Divine illusion de Michel Marc Bouchard
- 2017: Caligula d'Albert Camus

## Prix et nominations
- 2011 : Nomination Prix Gémeaux - Meilleur premier rôle masculin : dramatique pour Toute la vérité
- 2011 : Nomination Prix Artis - Rôle masculin : téléséries québécoises pour Toute la vérité
- 2012 : Nomination Prix Artis - Rôle masculin : téléséries québécoises pour Toute la vérité
- 2023 [9]: Nomination Prix Gémeaux- Meilleure série dramatique pour Avant le crash